# Угорський пенге
Пенге (угор. Pengő — дзвінка монета) — грошова одиниця Угорщини в період з 21 листопада 1925 по 1 серпня 1946. 1 пенге = 100 філлерам (угор. Fillér).
Пенге ознаменувався найвищим рівнем інфляції за всю історію — в липні 1946 була введена похідна одиниця адопенге, яка дорівнювала двом трильйонам пенге.

## Історія
Угорщина, як і багато інших держав постраждала в першій світовій війні, яка була на початку двадцятих років охоплена інфляцією, результатом якої стала грошова реформа 1925 року. У ході реформи старі угорські крони були замінені на нову валюту за курсом 12500:1.
Після закінчення Другої світової війни, 31 серпня 1945, курс долара США до пенге становив 1320. На той момент в обігу були банкноти номіналом в 5, 10, 20, 50, 100, 500, 1000, 10000 пенге. Проте уряд, перебуваючи у важких післявоєнних умовах, випустив інфляцію з-під контролю. До кінця жовтня 1945 пенге знецінився до 8200, а до кінця року — до 128 тисяч за долар. Старі банкноти втратили вартість, і довелося вводити нові — 100 тисяч, 1 мільйон 10 мільйонів.

### «Адопенге»
З січня 1946 року в цілях стабілізації ситуації була введена ерзац-валютна одиниця «адопенге». (Тобто податкове пенге). Адопенге спочатку прирівнювалася до пенге, але використовувалося тільки банками та урядом як більш стабільна одиниця розрахунку. Це допомогло тимчасово. Адопенге спочатку стала рости до долара. Через 3 місяці, в кінці березня, долар оцінювався в 1 750 000 пенге, а це приблизно 40 000 адопенге — тобто адопенге з початку року впала приблизно втричі.

### «Мілпенге»
Однак у квітні відбувся обвал обох валют. До 1 травня долар коштував 59 млрд пенге або 94 млн адопенге. Були введені купюри в 100 мільйонів і 1 мільярд пенге; далі, з метою зменшення кількості нулів на купюрах, мільйон пенге перейменували в 1 мілпенге і випустили 10 тисяч, 100 тисяч і 1 мільйон мілпенге (тобто 1 трлн пенге). Інфляція до того часу досягла приблизно 400% на добу, тобто ціни щоденно зростали в 5 разів, і купюри знецінювалися миттєво. Тому в травні з'явилися також купюри в 10 мільйонів, 100 мільйонів і 1 мільярд мілпенге. В кінці травня купюра в 1 мільярд мілпенге (1 квадрильйон пенге) коштувала 2,4 цента США.

### «Білпенге»

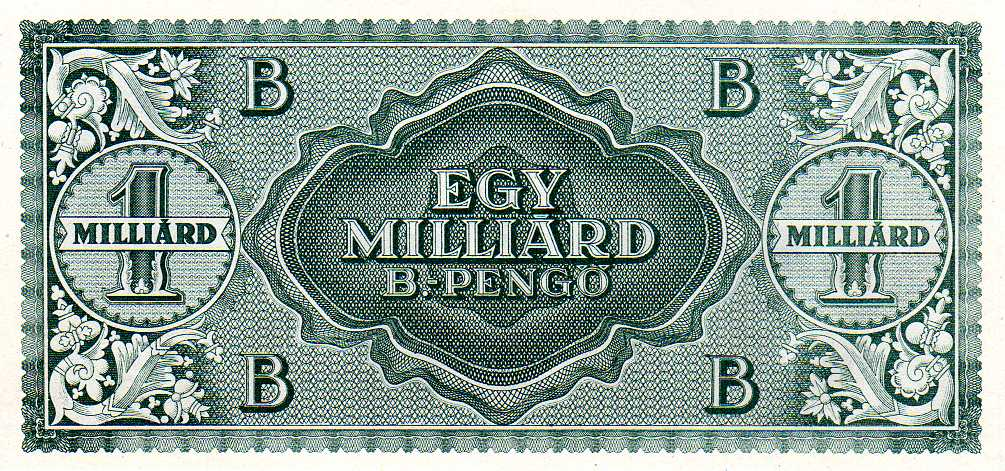
Мільярд трильйонів (тобто 10 ^{ 21 }) пенге 1946 року. Найбільша за номіналом банкнота у світі. Проте при цьому вона коштувала всього 4,35 американських цента

В ході чергової «деномінації» мілпенге був визнаний занадто дрібною одиницею, і виникло поняття Б.-пенге (білпенге), що означає більйон (в українській мові це відповідає мільярду) пенге або мільйон мілпенге. Швидко з'явилися і знецінилися купюри в 10000, 100000, 1 мільйон, 10 мільйонів і 100 мільйонів Б.-пенге. До випуску була підготовлена і мільярдна купюра (тобто секстильйонів пенге), але обійшлося і без неї. Бо хоча на той час адопенге також абсолютно знецінилася, все ж рівень інфляції по ній був значно менше, і адопенге вивели з чисто внутрішньобанківського обороту в загальний — з липня 1946 року. Відповідно, нові з'являються купюри номінувалися вже в адопенге. 50000, 100000, 500000, 1 мільйон і 10 мільйонів адопенге. Купюра в 10 мільйонів адопенге, за курсом на 31 липня, відповідала гігантській цифрі в 20 октильйонів пенге (2х10  28 ), але при цьому коштувала всього 4,35 американських цента.
Інфляцію вдалося припинити 1 серпня 1946, коли була введена нова грошова одиниця — форинт. Старі гроші обмінювалися за курсом +400 октильйонів пенге, або 200 млн адопенге за форинт, тобто 4 × 1029: 1.

## Курс валюти
| Дата              | Пенге                                               |
| ----------------- | --------------------------------------------------- |
| 1 січня 1927      | 5.00                                                |
| 31 грудня 1937    | 5.40                                                |
| 31 березня 1941   | 5.06                                                |
| 30 червня 1944    | 33.51                                               |
| 31 серпня 1945    | 1 320                                               |
| 31 жовтня 1945    | 8 200                                               |
| 30 листопада 1945 | 108 000                                             |
| 31 грудня 1945    | 128 000                                             |
| 31 січня 1946     | 795 000                                             |
| 31 березня 1946   | 1 750 000                                           |
| 30 квітня 1946    | 59 000 000 000 (5.9× 10)                            |
| 31 травня 1946    | 42 000 000 000 000 000 (4.2× 1016)                  |
| 31 липня 1946     | 460 000 000 000 000 000 000 000 000 000 (4.6× 1029) |